# Inspektion der Fliegertruppen
Inspektion der Fliegertruppen, Idflieg (pol. Inspektorat Wojsk Powietrznych) – dowództwo Luftstreitkräfte w okresie przed i w czasie I wojny światowej. Zostało przy dowództwie armii pruskiej utworzone 1 października 1913 roku i dowodziło oddziałami pruskimi, saksońskimi i wirtemberskimi. 
Do głównych zadań Idfliegu należała organizacja i wyposażenie jednostek lotniczych w nowy sprzęt, wybór i podpisywanie kontraktów na dostawy sprzętu latającego. W 1913 roku Idflieg wprowadził jednolity system oznaczeń niemieckich samolotów. Od kwietnia 1915 roku Inspektion der Fliegertruppen podlegały dowództwa polowe Stofl – Stofl 1 i Stofl A. W listopadzie 1916 roku struktura frontowa została rozbudowana i przemianowana na Kofl.
Pierwszym dowódcą został mianowany w październiku 1913 roku Walter von Eberhardt i jednostką dowodził do grudnia 1914 roku. Następnie zastąpił go Wilhelm Siegert. Ostatnim dowódcą Inspektion der Fliegertruppen był major Wilhelm Haehnelt, późniejszy generał Luftwaffe.